# 知窓学舎
知窓学舎（ちそうがくしゃ）は、神奈川県横浜市西区浅間町に日本を担う人材を育成する事を目的に開校した学習塾である。主な業務は小学生から高校生を対象とした学習指導及び大学生・社会人を対象にした人材育成。江戸の私塾の手法を取り入れ、現代版松下村塾を目指した人材教育を行っている。

## 沿革
- 2014年10月 横浜本校を開設。

## 特徴
日本を担う人材を育成する事をモットーに、世代を超えた学習機会を提供。
小学生から高校生まで200名のアンケートに基づき、理想の塾を追求。
1万人の指導実績を持つ講師を中心に、社会人経験豊富な講師を揃えている。
- 徹底した少人数指導
- 快適な教室環境
- 経験豊富なプロの講師
- 柔軟なカリキュラム
- IT技術者養成コースなどの社会人教育